# Баландін Олександр Миколайович
Бала́ндін Олекса́ндр Микола́йович (рос. Баландин Александр Николаевич; нар. 30 липня 1953) — льотчик-космонавт СРСР (1990), старший лейтенант (15.05.1984). Герой Радянського Союзу (1990).

## Біографія
Народився 30 липня 1953 року в місті Фрязіно Московської області в родині робітника. Росіянин.
У 1970 році закінчив фрязінську середню школу № 2. У 1976 році закінчив Московське вище технічне училище (МВТУ) імені М. Е. Баумана за спеціальністю «Динаміка польоту та управління», отримав диплом «інженера-механіка».
Прийнятий на роботу до НВО «Енергія»: з 23 квітня 1976 року — інженер 112-го відділу, займався управлінням польотами; з 1 червня 1976 року — інженер 17-го відділу, займався розробкою обладнання і стендів космічного корабля «Союз»; з 1 лютого 1977 року — інженер 110-го відділу, де був методистом екіпажу з корабельної діяльності.
З 8 грудня 1978 по жовтень 1994 року — в загоні космонавтів НВО «Енергія»: з 8 грудня 1978 року — космонавт-випробувач 110-го відділу; з 1 березня 1982 року — космонавт-випробувач 291-го відділу; з 8 жовтня 1990 року — космонавт-випробувач 3-го класу.
17 жовтня 1994 року був відрахований із загону космонавтів у зв'язку з виходом на пенсію за вислугою років. Звільнився з РКК «Енергія» 31 жовтня 1994 року.
У 2000 році працював головою координаційної ради директорів корпорації «Лендінг».
Мешкає у місті Корольов Московської області.

## Космічний політ
11 лютого 1990 року о 06:16:00 UTC з космодрому Байконур ракетою-носієм «Союз-У2» (11А511У2) було запущено космічний корабель «Союз ТМ-9» (позивний — «Джерело-2») з екіпажем: командир — Соловйов Анатолій Якович, бортінженер — Баландін Олександр Миколайович.
У цей час на орбіті перебували: орбітальна станція «Мир» з пристикованим космічним кораблем «Союз ТМ-8» і орбітальна станція «Салют-7» з пристикованим транспортним кораблем постачання «Космос-1686» (ТКС-4).
Під час польоту Олександр Баландін двічі виходив у відкритий космос:
1. 17.07.1990 року — тривалість 7 годин 16 хвилин.
2. 26.07.1990 року — тривалість 3 години 31 хвилина.

Під час першого виходу була зламана петля вихідного люка модуля «Квант-2» і шлюзова камера не була загерметизована. Під час другого виходу люк вдалося закрити.
9 серпня 1990 року повернувся на Землю. Тривалість польоту склала 179 діб 1 годину 17 хвилин 57 секунд.

## Нагороди
Указом Президії Верховної Ради СРСР від 11 серпня 1990 року за успішне виконання космічного польоту та виявлені при цьому мужність і героїзм, Баландіну Олександру Миколайовичу присвоєне звання Героя Радянського Союзу з врученням ордена Леніна і медалі «Золота Зірка».
Також нагороджений медаллю «За заслуги в освоєнні космосу» (Указ Президента РФ № 436 від 12.04.2011 року) і чилійським орденом Бернардо О'Хіггінса (2006).
Льотчик-космонавт СРСР (1990), космонавт 3-го класу (1990).